# 엘 부엘로 데 라 빅토리아
《엘 부엘로 데 라 빅토리아》(스페인어: El vuelo de la victoria)은 2017년 방영된 멕시코의 텔레노벨라이다.